# عبد المسيح بن عسلة
عبد المسيح بن عسلة الشيباني شاعر عربي من العصر الجاهلي قبل البعثة النبوية. كان عبد المسيح ممن نسبوا لأمهاتهم؛ فنُسب لأمه عسلة كما نسبه المفضل الضبي في بني عبدة بينما قال عنه الأنباري أنه شيباني. كان عسلة فارسًا شارك في أكثر من معركة في الجاهلية.
وأما نسبه من جهة الأب، فهو: عبد المسيح بن حكيم بن عفير بن طارق بن قيس بن مرة بن همام بن مرة بن ذهل بن شيبان بن ثعلبة بن عكابة بن صعب بن علي بن بكر بن وائل.

## من أشعاره
من أشعاره: